# پیپو سانتوناستاسو
پیپو سانتوناستاسو (ایتالیایی: Pippo Santonastaso؛ زادهٔ ۲۵ مهٔ ۱۹۳۶) بازیگر و کمدین اهل کشور ایتالیا است. 
از فیلم‌هایی که وی در آن نقش داشته است، می‌توان به خدمتکار، گردشگران را اغوا می‌کند، سکس و لذت، همسر در سفر… دل‌داده در شهر، آس، اسپاگتی در نیمه‌شب، دختر دبیرستانی، شیطان و آب مقدس، رام کردن زن سرکش و با ببرها بازی نکنید اشاره کرد.